# Comuna Biloriciîțea, Prîlukî
Biloriciîțea (în ucraineană Білорічиця) este o comună în raionul Prîlukî, regiunea Cernihiv, Ucraina, formată din satele Bajanivka, Biloriciîțea (reședința), Borotba și Volodîmîrivka.

## Demografie
Componența lingvistică a comunei Biloriciîțea
     Ucraineană (96,58%)
     Rusă (2,74%)
     Alte limbi (0,23%)
Conform recensământului din 2001, majoritatea populației comunei Biloriciîțea era vorbitoare de ucraineană (96,58%), existând în minoritate și vorbitori de rusă (2,74%).